# كنيسة السيدة العذراء مريم (دقادوس)
كنيسة السيدة العذراء مريم بدقادوس هي إحدى الكنائس القبطية الأرثوذكسية، وتقع في دقادوس التابعة لقسم ميت غمر بمحافظة الدقهلية. تُعتبر الكنيسة من أقدم المعالم الدينية في المنطقة، ويُعتقد أنها كانت إحدى محطات العائلة المقدسة خلال رحلتها إلى مصر. تتميز الكنيسة بتاريخها العريق، وتصميمها المعماري الفريد، ومقتنياتها الأثرية القيمة.

## التاريخ
تشير بعض الروايات إلى أن الكنيسة تعود إلى القرن الرابع الميلادي، حيث يُقال إنها كانت ضمن الكنائس التي أنشأتها الملكة هيلانة، والدة الإمبراطور قسطنطين. تعرضت الكنيسة للهدم وإعادة البناء عدة مرات على مر العصور، إذ شهدت عمليات ترميم كبرى في القرنين السادس والثاني عشر، ثم أُعيد بناؤها مجددًا في القرن السادس عشر. في عام 1881، تم تشييد الكنيسة الحالية، مع الحفاظ على طرازها المعماري التقليدي رغم بعض التعديلات التي أُجريت على مر السنين.

## التخطيط المعماري

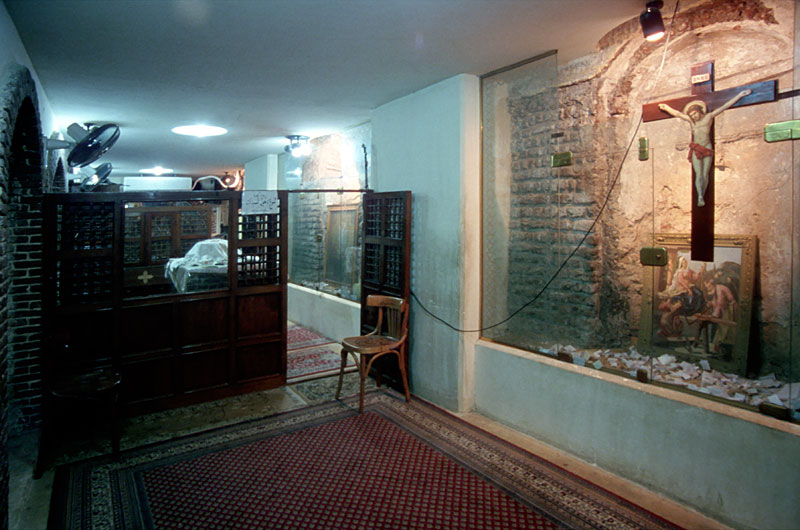
كنيسة العذراء مريم من الداخل

تتبع الكنيسة الطراز البيزنطي في تصميمها، حيث تتخذ شكل الصليب وتتوسطها قبة مركزية ضخمة تحيط بها أربع قباب أصغر. تحتوي الكنيسة على ثلاثة هياكل، الهيكل الرئيسي مكرس للسيدة العذراء، فيما يخصص الهيكلان الجانبيان للملاك ميخائيل والقديس مار جرجس. تحيط بالساحة الرئيسية أعمدة ضخمة تزينها نقوش وزخارف قبطية مميزة، مما يعكس الطابع الفني للعمارة القبطية التقليدية.

## المقتنيات الأثرية والفنية

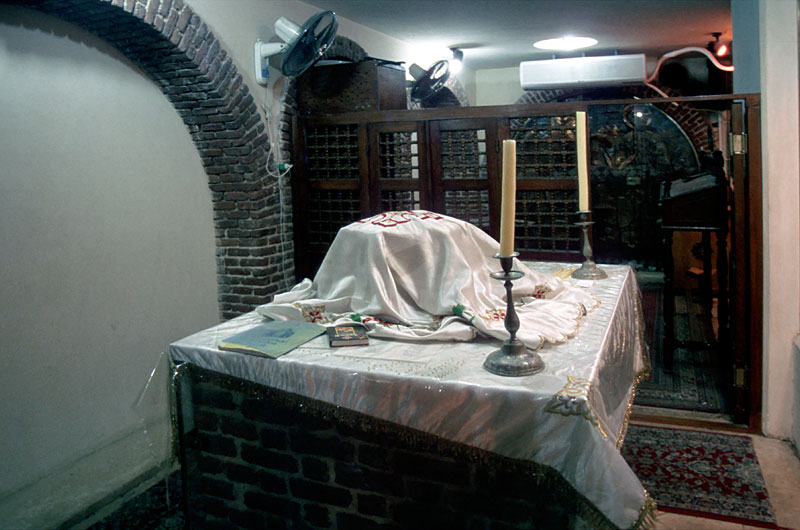
مذبح الكنيسة

تحوي الكنيسة مجموعة من الأيقونات والمخطوطات والتحف المعدنية التي تعود إلى فترات تاريخية مختلفة. من أبرز الأيقونات الموجودة أيقونة السيدة العذراء المعروفة باسم "الموناليزا"، بالإضافة إلى أيقونات تصور القديسة دميانة، القيامة، والصلب. تضم الكنيسة أيضًا مخطوطات أثرية هامة، مثل مخطوطات الأجبية والبشائر الأربعة والدفنار، والتي تعود إلى العصور الوسطى. كما تحتوي على تحف معدنية نادرة، من بينها أجراس، صلبان، وشوريات مصنوعة من الذهب والفضة تعود إلى القرنين السابع عشر والثامن عشر، بالإضافة إلى كرسي مذبح خشبي محفور بدقة، يعود إلى عام 1880.

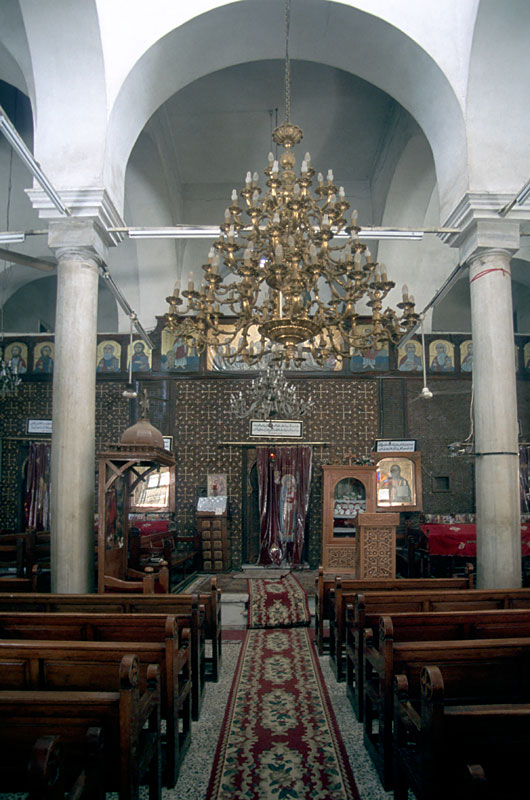
الكنيسة من الداخل

## الوضع الحالي
لا تزال الكنيسة نشطة حتى اليوم، حيث تُقام بها الصلوات والاحتفالات القبطية الكبرى، وتستقبل الزوار من مختلف أنحاء مصر. تضم الكنيسة متحفًا حديثًا يعرض بعض المقتنيات الأثرية التي تم اكتشافها داخلها، مما يجعلها واحدة من أبرز المعالم الدينية في منطقة الدلتا.
للأسف ، تمت عملية تجديد جائر للكنيسة خلال السنتين الماضيتين ، مما تسبب في طمس الطابع الأثري المميز للكنيسة و إنهاء ملامحها الأثرية المميزة ، كما تم ترميم الأيقونة الأثرية المعروفة بإسم "العذراء الموناليزا" بشكل غير صحيح و بإستخدام ألوان حديثة ، مع إضافة بعض التفاصيل التي لم تكن موجودة في اللوحة الأصلية، مما أفقدها الطابع الأثري تماماً.